# Ужгородський ботанічний сад
Ботані́чний сад У́жгородського держа́вного університе́ту (Ужгородський ботанічний сад) — ботанічний сад загальнодержавного значення в Україні. Розташований у місті Ужгороді, на вулиці Івана Ольбрахта. Директор — Дмитро Сойма.

## Історія
Ботанічний сад заснований 28 листопада 1948 року, на місці, де існували два горіхово-фруктових сади — там росли 96 горіхів, а також інші дерева: яблуня, груша, черешня, вишня, алича, бузина, шипшина, ожина і верба. Ботанічний сад розташований на трьох терасах, перепад висот становить 22 метри. Третина площі саду розташована на першій і другій терасах над річкою, а решта території спускається в заплавну частину долини. Ґрунт складають вулканічні материнські породи, покриті шаром суглинкових окультурених ґрунтів.

### Території природно-заповідного фонду у складі «Ботанічного саду УжНУ»
Нерідко, оголошенню ботанічного саду передує створення одного або кількох об'єктів природно-заповідного фонду місцевого значення. В результаті, великий БС фактично поглинає раніше створені ПЗФ. Проте їхній статус зазвичай зберігають.
До складу території ботанічного саду Ужгородського державного університету входять такі об'єкти ПЗФ України:
- Пам'ятка природи місцевого значення «Джерело № 1», гідрологічна.

## Колекція
В Ужгородському ботанічному саду є сотні незвичних для Закарпаття рослин: секвоядендрон гігантський (мамонтове дерево), клен цукровий, бамбук курильський, каштан їстівний, верба пані Матсуди, тополя бальзамічна, верба вавилонська, софора японська та інші.
Всього в ботанічному саду зібрано 3 900 видів і сортів рослин відкритого ґрунту і 1 100 тепличних. У дендрарії росте близько 800 видів дерев і чагарників. У саду налічується 130 видів і різновидів хвойних рослин, зокрема: тис, метасеквоя, кипарис болотний. Флора Закарпаття представлена 400 видами рослин, серед яких такі ендеміки, як бузок угорський і волошка карпатська. На альпійській гірці представлена флора гір, це 150 видів рослин, у тому числі едельвейс. Декоративне квітникарство в ботанічному саду представлено 1200 видами, серед яких 120 видів троянд, 50 видів гладіолусів, 25 видів хризантем, 20 видів лілій. У оранжереї ботанічного саду ростуть тропічні і субтропічні рослини: банан, мімоза, лавр, евкаліпт, папая, 10 видів пальм, 250 видів кактусів.
Посадки розміщені за географічним принципом, з ділянками американських, кавказьких, середньоазійських, китайських, далекосхідних рослин. Недалеко від входу в сад розбитий невеликий відкритий сквер. Поруч з територією ботанічного саду розташована Ужгородська дитяча залізниця.

## Фотографії

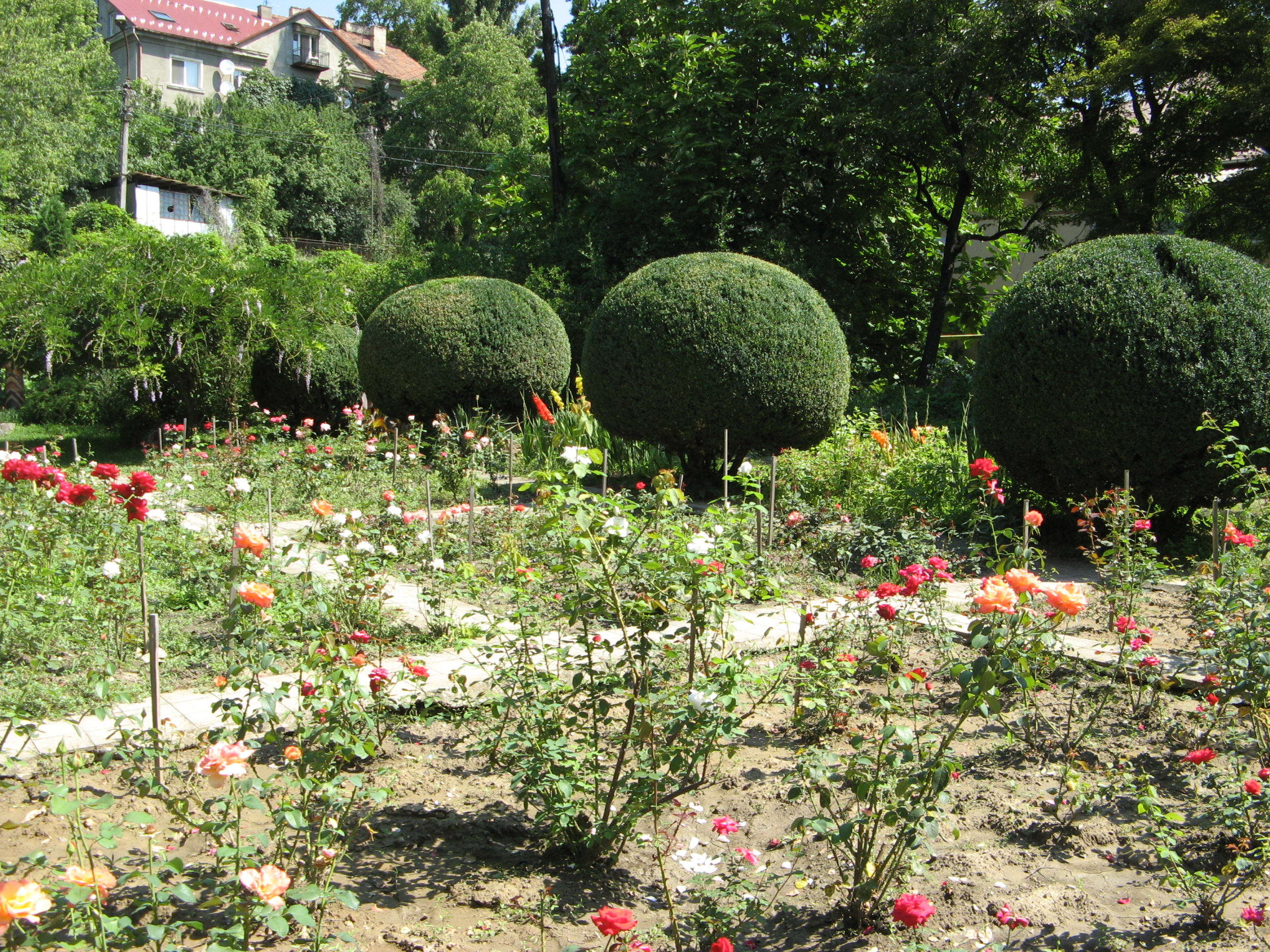
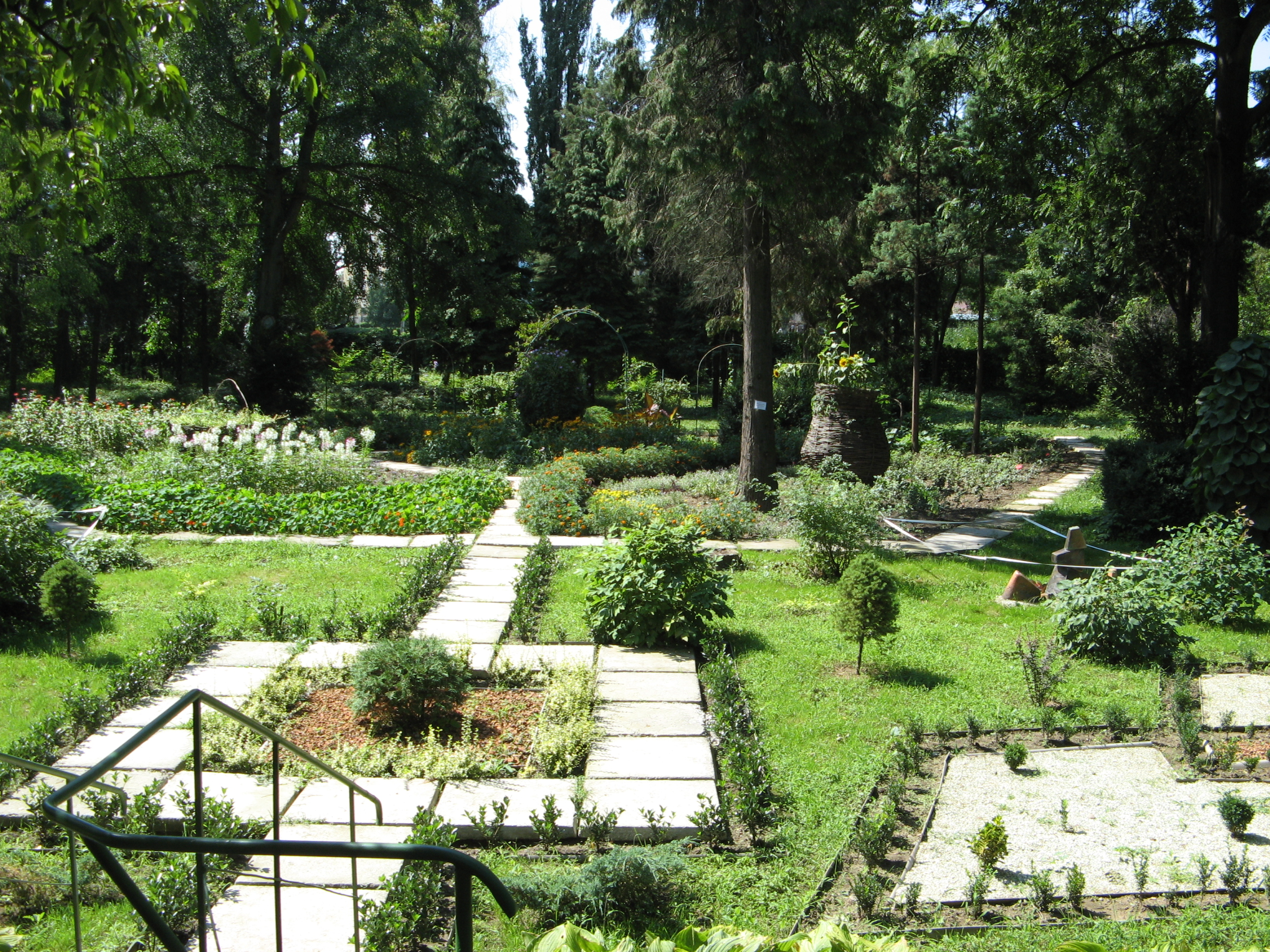
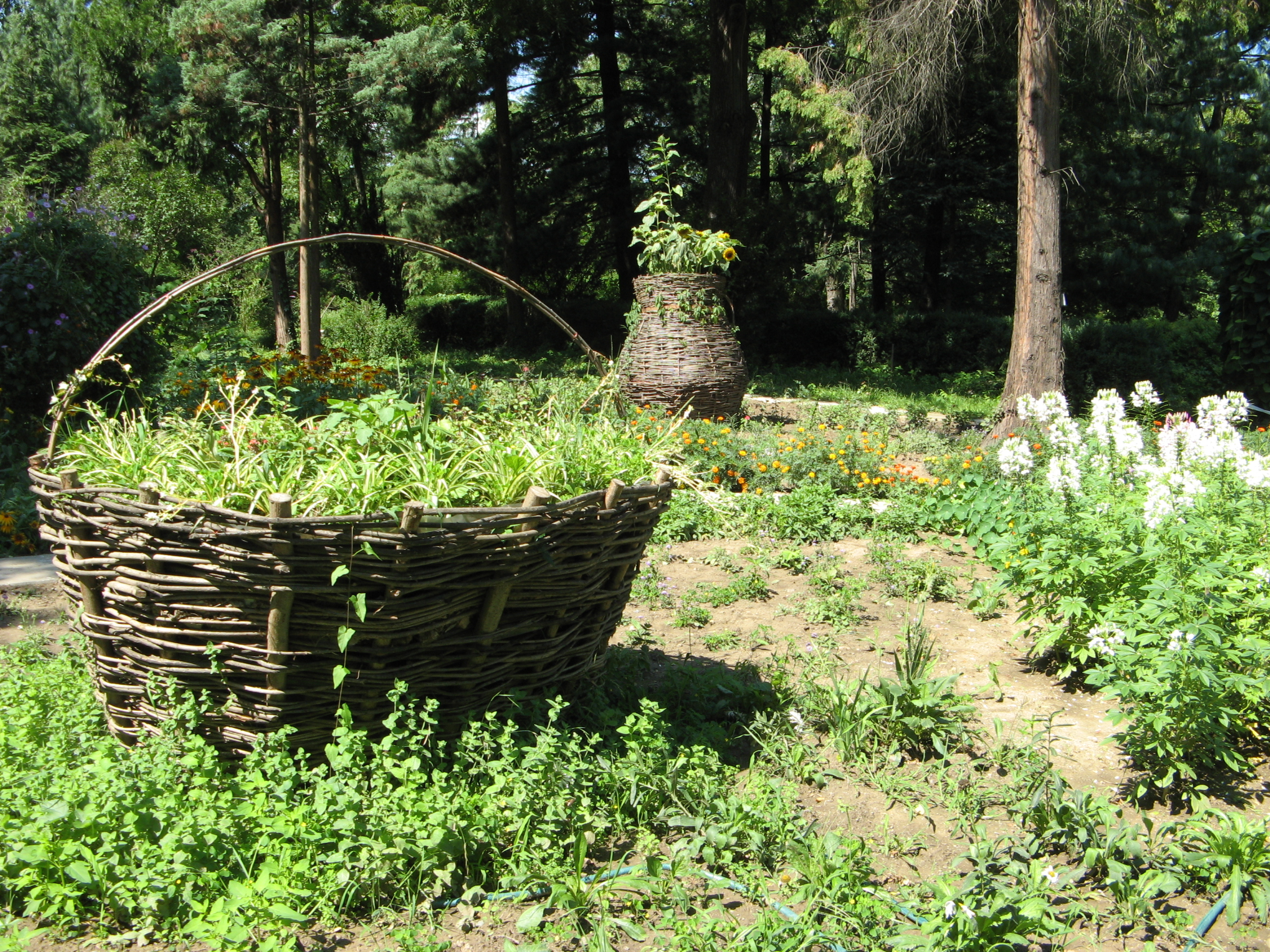
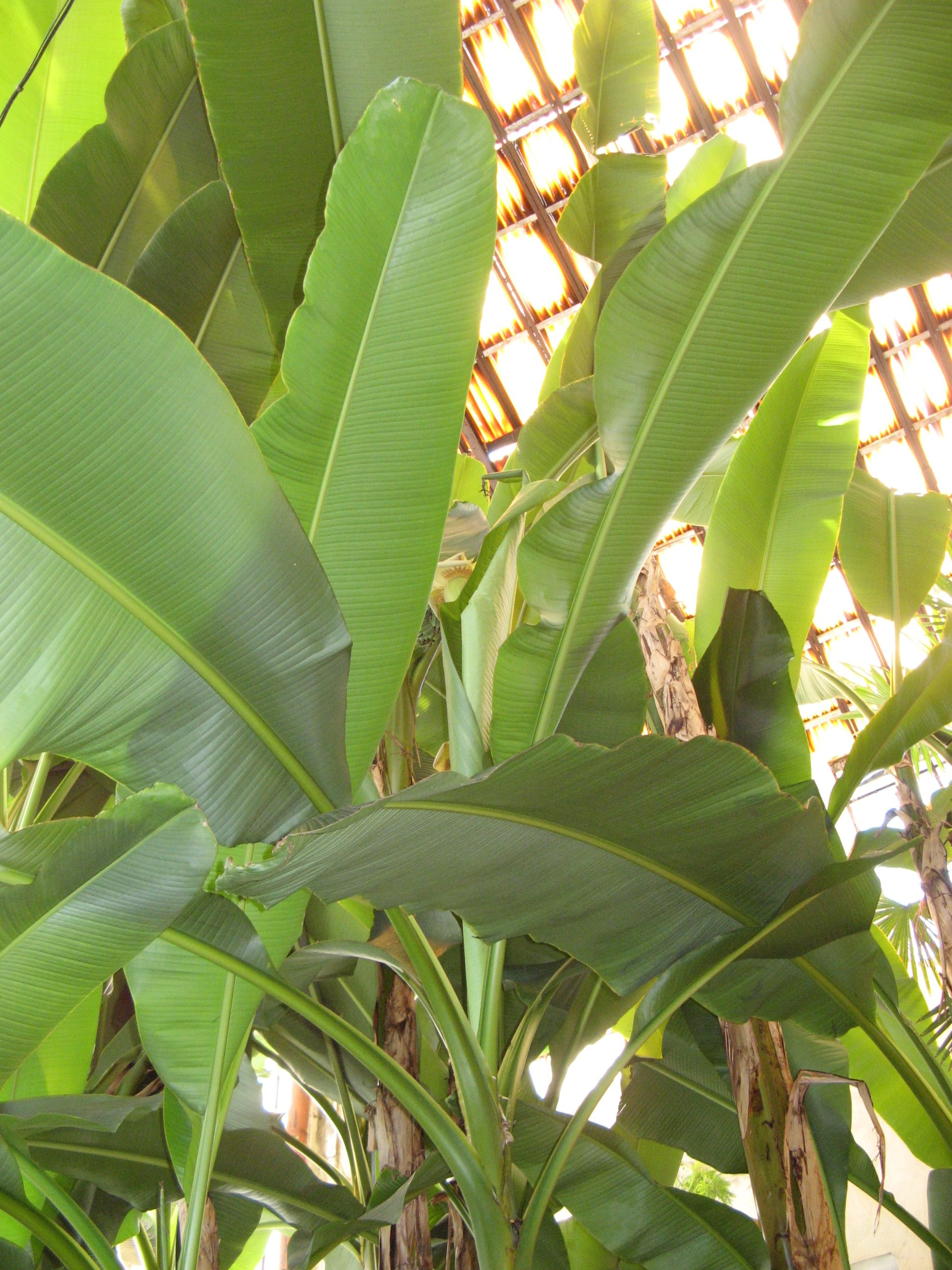
Банан
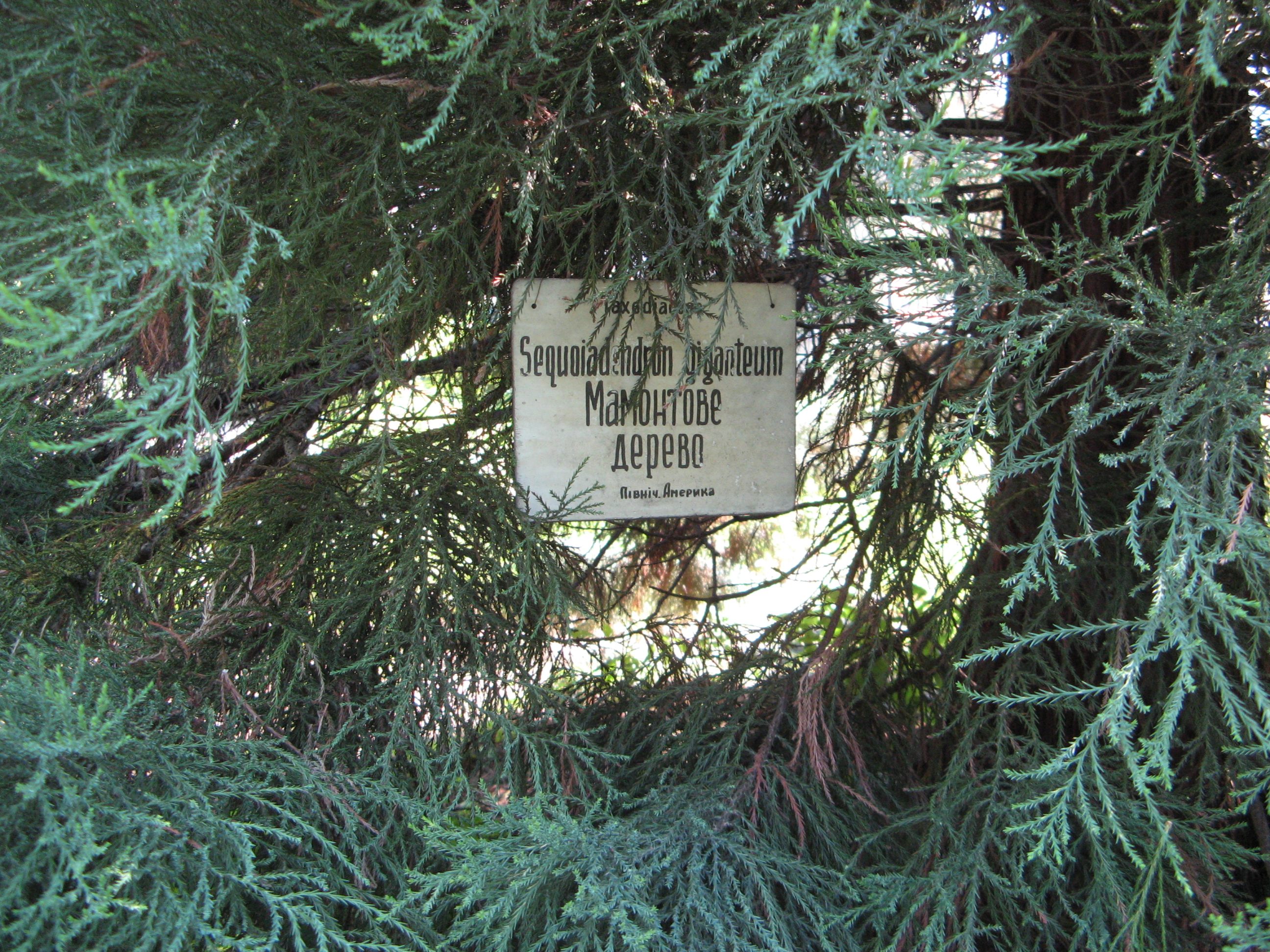
Секвоядендрон (Мамонтове дерево)
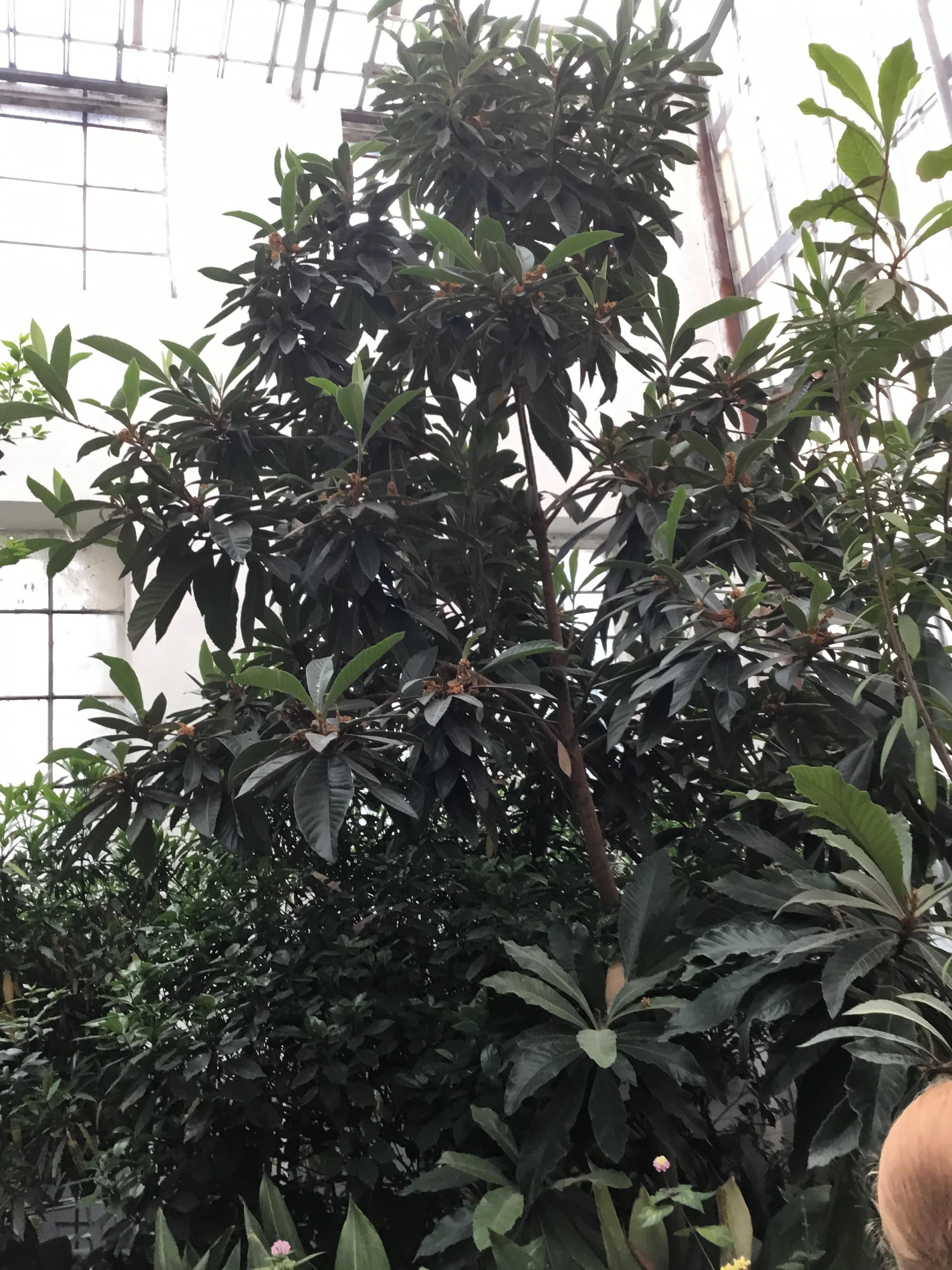
Теплиця
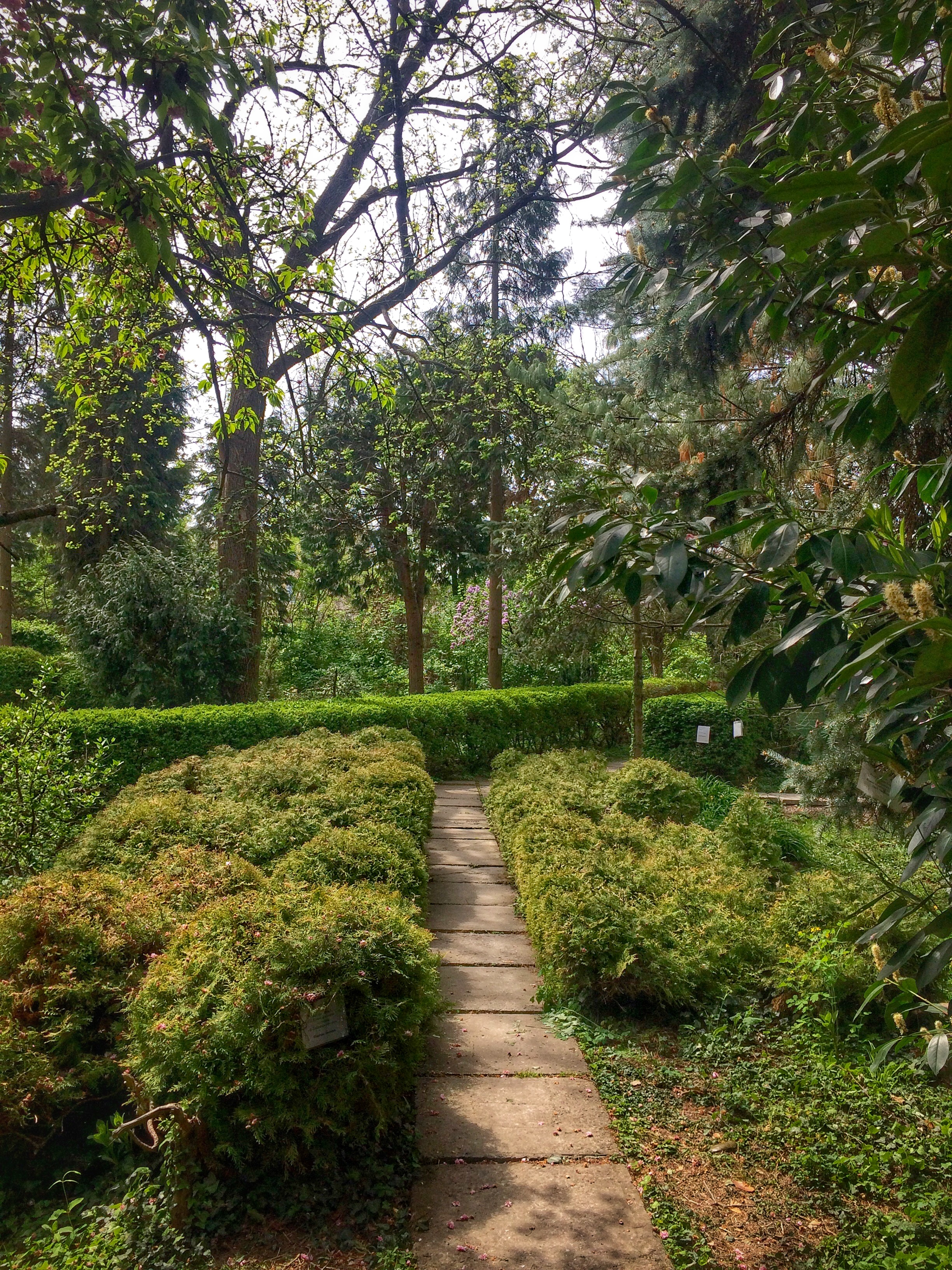